# Árvore de Diana

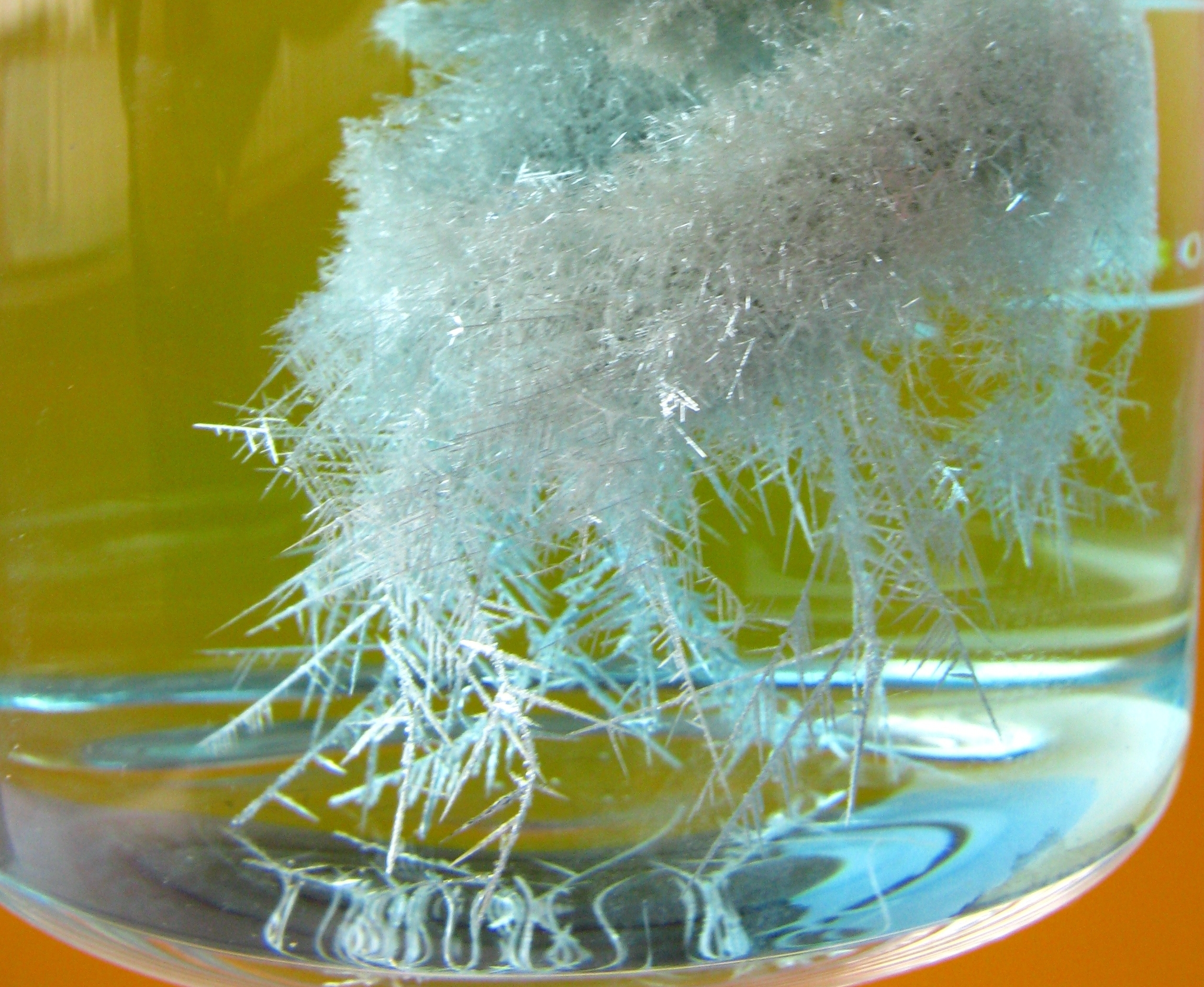
A bem desenvolvida árvore de Diana cresceu sobre haste de cobre de amálgama de prata / mercúrio colocada em solução 0,1 M de nitrato de prata - tempo de reação 2 horas.

Árvore de Diana (em latim: Arbor Diana ou Dianae), também conhecida como Árvore do Filósofo (Arbor Philosophorum), era considerada um precursor da Pedra Filosofal e lembrava o coral em relação à sua estrutura. É um amálgama dendrítico de prata cristalizada, obtido a partir de mercúrio em uma solução de nitrato de prata, formando uma vegetação metálica; assim chamada pelos alquimistas, entre os quais "Diana" representava prata. A arborescência desse amálgama, que inclusive incluía formas de frutas em seus galhos, levou os filósofos químicos pré-modernos a teorizar a existência da vida no reino dos minerais.

## A Árvore de Diana como um Produto Alquímico
A alquimia é uma categoria da ciência que fazia suposições sobre a natureza e envolve o uso de minerais, metais e a síntese de medicamentos. Embora agora considerada uma pseudociência, a prática da alquimia contribuiu com técnicas experimentais para o mundo da química, como o processo de destilação e sublimação. A alquimia era uma versão inicial da química combinada com o trabalho em metal; um dos principais objetivos dos primeiros alquimistas era criar o que era conhecido como Pedra Filosofal, uma substância que quando aquecida e combinada com um metal não precioso como cobre ou ferro (conhecido como "base") se transformaria em ouro. A Árvore de Diana era um precursor da pedra filosofal: experimentos envolvendo a árvore visavam transformar metais não preciosos em metais preciosos como ouro ou prata, semelhantes à pedra filosofal. A alquimia começou como uma busca por conhecimento e compreensão do mundo, mas a prática não passou muito além do Iluminismo (por volta dos séculos XVII e XVIII). No entanto, muitos químicos sérios ao longo da história também eram alquimistas, incluindo Isaac Newton.

## Alquimistas que fizeram a Árvore
Na química pré-moderna, os vários métodos para a aquisição da Árvore de Diana consumiam muito tempo; por exemplo, o processo a seguir, originalmente descrito por Nicolas Lemery, levava quarenta dias para apresentar os resultados:
"Dissolva uma onça de prata pura em uma quantidade suficiente de aqua fortis, extremamente pura e de uma força moderada, e depois de colocar a solução em uma jarra, dilua-a com cerca de vinte onças de água destilada. Em seguida, adicione duas onças de mercúrio e deixe o todo em repouso. No decorrer de quarenta dias, surgirá do mercúrio uma espécie de árvore, que estendendo galhos representará vegetação natural."
Giambattista della Porta, no século XVI, descreveu-a da seguinte maneira: "Dissolva a prata em Aquafortis, evapore-a em ar fino no fogo, para que possa permanecer no fundo uma substância espessa untuosa. Em seguida, destile a água da fonte duas ou três vezes e despeje sobre a matéria espessa, mexendo bem. Então deixe repousar um pouco e despeje em outro recipiente de vidro a água mais pura, na qual está a Prata. Adicione à água um quilo de Azougue, num mais transparente vidro cristalino que atrairá a ele a Prata. E, no espaço de um dia, brotará do fundo uma árvore de mais bela e felpuda, feita das mais finas barbas de Milho, e encherá todo o vaso, que os olhos não poderão ver nada mais agradável. A mesma é feito de Ouro com Aquaregia.
O alquimista americano do século XVII George Starkey, que escreveu sob o pseudônimo "Eireanus Philalethes", tinha uma receita para mercúrio sófico (sophick; dos filósofos) que produzia uma estrutura semelhante a um galho, consistindo de uma liga de ouro e mercúrio. Seu processo envolvia a destilação repetida do mercúrio, que ele então aquecia enquanto adicionava ouro para produzir a estrutura. O historiador da ciência Lawrence Principe reconstruiu e recriou receitas para a árvore de Diana usada no século XVII. Em uma versão, ele usou um pequeno grão de ouro misturado com mercúrio para criar a "Árvore Filosofal". Principe explicou que a criação de ouro a partir do próprio ouro era obviamente possível.
Um manuscrito por Isaac Newton recentemente descoberto  mostra uma receita que Newton copiou de um texto de Starkey que explica vagamente como fazer "mercúrio sófico", uma substância que se pensava ser o principal ingrediente da Pedra Filosofal. Embora não haja evidências de que Newton tenha feito sua própria versão da Árvore de Diana, um de seus antigos manuscritos tinha uma receita para a Árvore de Diana, junto com as próprias anotações de Newton, que foram copiadas de um texto do alquimista George Starkey. No mesmo manuscrito estão notas escritas por Newton que explicam seu próprio procedimento para subliminar alquimicamente o minério de chumbo, um processo que ocupou muitos de seus esforços de laboratório para criar a Pedra Filosofal. Isaac Newton manteve seus experimentos em alquimia em segredo, pois a prática era ilegal na Inglaterra na época. Além disso, grande parte do trabalho de Newton sobre alquimia foi perdido em um incêndio supostamente iniciado por seu cachorro.
O método mais rápido, conforme descrito pelo filósofo natural holandês Wilhelm Homberg (1652-1715), levava cerca de um quarto de hora e é descrito a seguir. Tome quatro dracmas de limalha de prata fina, com os quais faça uma amálgama, sem calor, com duas dracmas de mercúrio. Dissolva esse amálgama em quatro onças de aqua fortis e despeje a solução em três galões de água. Mexa por um tempo até misturar e mantenha-a em um recipiente de vidro bem parada. Para iniciar o experimento, tome cerca de uma onça da substância e coloque-a em um pequeno frasco; adicione a ele uma quantidade do tamanho de uma ervilha da amálgama comum de ouro ou prata, que deve ser tão macia quanto a manteiga. Deixe o frasco descansar por dois ou três minutos. Imediatamente após isso, vários pequenos filamentos surgirão perpendicularmente ao pequeno bulbo do amálgama, que crescerá e atirará pequenos galhos em forma de árvore. A bola de amálgama ficará dura, como uma pastilha de terra branca, e a pequena árvore terá uma cor prateada brilhante.
A forma desta árvore metálica pode variar conforme desejado. Quanto mais forte o usuário faz a primeira água descrita, mais espessa a árvore fica com galhos e mais cedo se forma. Homberg também descreveu como muitos outros tipos de árvores podem ser produzidos por cristalização e "digestão".

## Diferentes formas da árvore
Há também Árvore de Saturno, que era um depósito de chumbo cristalizado, reunido na forma de uma "árvore". É produzido por uma raspa de zinco em uma solução de acetato de chumbo (II). Na alquimia, "Saturno" era o nome usado para o chumbo.
Mercúrio Sófico: uma combinação de mercúrio destilado, ouro e calor
Com o tempo, a Árvore de Diana foi recriada usando vários processos e ingredientes. Uma das primeiras receitas registradas da “árvore” envolve a destilação contínua de mercúrio e depois o aquecimento com ouro. Um metal de liga seria criado e suas formações ramificadas pareciam semelhantes à Árvore de Diana. Diz-se que o experimento do mercúrio sófico potencialmente influenciou Isaac Newton em experimentos posteriores, e acredita-se que ele usou chumbo em vez de mercúrio em suas próprias criações de árvores. Embora a linha do tempo das receitas esteja um pouco ofuscada, várias receitas no passado mostram que muitos alquimistas estavam tentando fazer uma árvore. A formação de mercúrio sófico da árvore foi um trampolim para outras formações de árvores e experimentações envolvendo a mistura de metais no futuro.
Versões modernas usando cobre

A formação dessas “árvores” usando diferentes metais fascinou os químicos por centenas de anos. Experimentos com a Árvore de Diana inspiraram experimentos modernos que analisam a reação entre um metal e outras substâncias. Um experimento recente da Universidade de Seattle, Washington, examinou a reação entre cobre sólido e nitrato de prata aquoso. Os íons de prata reagem com o metal de cobre para formar uma estrutura cristalina, e essa reação prossegue até que a concentração de íons de prata se esgote. A configuração deste experimento é muito semelhante ao formato dos experimentos que foram realizados para criar a Árvore de Diana no passado. Esse experimento foi inspirado no trabalho dos primeiros alquimistas que tentaram produzir a Árvore de Diana. Os primeiros alquimistas tentaram "cultivar" um metal precioso como prata ou ouro com a reação desses metais preciosos e outra substância, criando a estrutura semelhante a  árvore.